# Kritiek
Kritiek (Oudgrieks κριτικός, kritikós, via Latijn criticus: beoordelaar, kunstrechter) is het beoordelen van daden, werken, uitspraken, maatschappelijke toestanden, theorieën. In de engere betekenis van "kritiek geven", bedoelt men er een afkeuring mee. Wie aan kritiek doet in de ruimste zin des woords is een criticus, eventueel vrouwelijk: critica.

## Inleiding
Kritiek komt voor met betrekking tot kunst, wetenschap, literatuur, politiek en filosofie. Een kritische houding betekent dat men niet zonder meer iets aanvaardt of gelooft, het tegengestelde van een naïeve of lichtgelovige houding.

## Deskundige kritiek op artistieke uitingen
In een literaire of artistieke context wordt de term gebruikt voor het beoordelen of recenseren van boeken - het terrein van de literaire kritiek, van kunstvoorwerpen door de kunstkritiek, en voorstellingen door de toneelkritiek en de muziekkritiek. Dit gebeurt door terzakekundigen, volgens objectieve - en subjectieve - maatstaven. Professionele critici zetten zich, binnen een specifieke kunstvorm, in om het gebodene, positief of negatief, te beoordelen. 

### Constructieve kritiek
Constructieve kritiek, ook wel positieve of opbouwende kritiek genoemd, is het gegrond en beargumenteerd geven van een mening over het werk van anderen, met als doel het helpen van die ander in het verbeteren van zijn werk. Een bijkomend effect is over het algemeen dat er een positieve omgeving wordt gecreëerd door de positieve grondhouding van de criticus.

### Destructieve kritiek
Destructieve kritiek (ook wel negatieve of afbrekende kritiek genoemd) is het tegenovergestelde hiervan. Deze kritiek is vaak ongegrond en niet of slecht beargumenteerd. Het feit dat er een negatieve omgeving wordt gecreëerd kan hier zelfs een doel zijn (Argumentum ad hominem).

## Kritiek op bedrijven of overheden
Men kan zijn kritiek op bedrijven of overheden uiten door middel van protest - een grondrecht - en dit gaat vaak gepaard met leuzen die de kritiek samenvatten.